# Wolfgang Dohle
Wolfgang Dohle (geboren am 13. November 1936 in Bad Kreuznach) ist ein deutscher Zoologe und Evolutionsbiologe. Er ist emeritierter Professor der Freien Universität Berlin und forschte vor allem im Bereich der Phylogenetik der Gliederfüßer. Daneben betreute er mehrere limnologische Forschungsprojekte in Berlin und Brandenburg und engagiert sich aktiv am Aufbau und der Erhaltung des Nationalparks Unteres Odertal.

## Leben und Werk
Wolfgang Dohle wurde am 13. November 1936 in Bad  Kreuznach geboren, seine Familie zog 1941 nach Kempen, heute Kępno, im Warthegau. 1945 floh die Familie nach Kiel, wo Wolfgang Dohle 1955 sein Abitur machte und danach sein Studium der Biologie an der Universität Kiel absolvierte. 1957 wurde er Vogelwart auf der Nordseeinsel Mellum und studierte an der Universität Tübingen und der Universität Innsbruck, bevor er 1963 in der Arbeitsgruppe von Adolf Remane promoviert  wurde und anschließend als wissenschaftlicher Mitarbeiter der Deutschen Forschungsgemeinschaft bei Rolf Siewing arbeitete. Im gleichen Jahr heiratete Dohle seine Frau Winolde, mit der er drei Töchter hat, und ging an die Freie Universität Berlin, wo er 1972 am Fachbereich Biologie mit entwicklungsbiologischen Arbeiten über  Krebse habilitiert und später zum  Professor für berufen wurde. Dohle engagierte sich bei der Restrukturierung des Biologiestudiums und der Entwicklung neuer Studieninhalte in den frühen 1970er Jahren, die an der Freien Universität Berlin auch mit einer starken Zunahme der Studierendenzahlen und Professoren einherging. Er bot Grundkurse der allgemeinen Zoologie sowie vertiefende Kurse an, darüber hinaus etablierte er Grund- und Fortgeschrittenenkurse der Ökologie, bei denen er einen starken limnologischen Fokus ansetzte und unter anderem den Forschungsstandort Heiligensee und die Lehr- und Forschungsstation der FU in Wohlde in Schleswig-Holstein aufbaute. Gemeinsam mit Walter Sudhaus entwickelte und etablierte er zudem den Grundkurs „Prinzipien der Phylogenetik und des Systematisierens“ als festen Bestandteil des biologischen Grundstudiums.
1999 wurde er emeritiert, war danach jedoch noch lange Zeit als Zoologe und Naturschützer aktiv.

### Forschungsschwerpunkte
Wolfgang Dohle beschäftigte sich in seiner Doktorarbeit mit der Embryonalentwicklung des Saftkuglers (Glomeris marginata) <Villers> im Vergleich zur Entwicklung anderer Diplopoden und arbeitete später weiter an Themen der Phylogenetik bzw. vergleichende Entwicklungsgeschichte und der Entwicklungsbiologie der Gliederfüßer. Seine Habilitation 1972 erfolgte auf der Basis mehrerer Beiträge zur Embryonalentwicklung der Krebstiere.
In seiner Arbeitsgemeinschaft an der Freien Universität Berlin stand vor allem die vergleichende Entwicklungsgeschichte der Gliederfüßer und der Gliederwürmer (Annelida) im Fokus. Dohle selbst konzentrierte sich auf die vergleichende Embryologie und veröffentlichte zahlreiche Publikationen zu diesem Thema. Er arbeitete dabei unter anderem an der vergleichenden Morphologie und Embryonalentwicklung verschiedener Tausendfüßer und Krebse sowie später auch an Blutegeln. Auf der Basis der Ergebnisse in Verbindung mit molekularbiologischen Ergebnissen diskutierte er unterschiedliche Verwandtschaftskonzepte der Krebse, Tausendfüßer und Insekten.
Die Arbeitsgruppe von Wolfgang Dohle arbeitete darüber hinaus auch im Bereich der Limnologie ausgehend von der Praktikumsgestaltung. Nach 1975 bis 1995 arbeitete das Team an mehreren Langzeituntersuchungen am Berliner Heiligensee, an dem sich die Ökologie eines zunehmend eutrophierenden Ökosystems untersuchen ließ. Die Begleitforschung zur Sanierung weiterer Seen wie dem Tegeler See und dem Schlachtensee im Auftrag des Berliner Senats und des Umweltbundesamtes kam ab 1982 hinzu und die Erhebungen zur Nährstoffbelastung und zur Planktonentwicklung wurden bis 2011 vom Umweltbundesamt weitergeführt. Weitere limnologische Arbeiten betrafen das Untere Odertal. Gemeinsam mit Reinhard Bornkamm und Gerd Weigmann betreute er das vom Stifterverband für die Deutsche Wissenschaft geförderte mehrjährige Verbundprojekt „Das Untere Odertal - Auswirkungen der periodischen Überschwemmungen auf Biozönosen und Arten“, bei dem unter anderem die Effekte der regelmäßigen Überschwemmung auf bodenlebende Tiere wie Laufkäfer und Spinnentiere untersucht wurden.
Neben diesen Arbeiten konzentrierte sich Wolfgang Dohle vor allem in seiner Freizeit und auch noch nach seiner Emeritierung auf die Vogelbeobachtung und der Untersuchung der Avifauna Berlin, Brandenburgs und des Unteren Odertals im Speziellen.

### Umweltschutzengagement im Unteren Odertal
Nach der Deutschen Wiedervereinigung im Jahr 1989 beschäftigte sich Wolfgang Dohle zunehmend mit der Forschung im Odertal und er gehört 1992 zu den Gründern des Vereins der Freunde des Deutsch-Polnischen Europa-Nationalparks Unteres Odertal e.V., mit dem er unter anderem das beim Bundesamt für Naturschutz eingereichte Gewässerrandstreifenprojekt am Oderufer erarbeitete und den Pflege- und Entwicklungsplan für den Nationalpark Unteres Odertal erstellte. Er ist zudem aktiv im Kuratorium der Nationalparkstiftung Unteres Odertal.